# Йохан Хайнрих Блазиус
Йохан Хайнрих Блазиус (на немски: Johann Heinrich Blasius) е германски зоолог. Той е роден през 1809 година. От 1836 година е директор на музея в Брауншвайг, а от 1840 година - на университетската ботаническа градина в града. Умира през 1870 година.
Йохан Хайнрих Блазиус е баща на орнитолога Вилхелм Блазиус.